# Ready to Go (Limp Bizkit)
Ready to Go è un singolo del gruppo musicale statunitense Limp Bizkit, pubblicato il 16 aprile 2013.

## Descrizione
Il brano ha visto la partecipazione del rapper Lil Wayne ed è stato distribuito attraverso l'etichetta di quest'ultimo, la Cash Money Records.

## Tracce
1. Ready to Go – 6:02